# 貝塚市立第二中学校
貝塚市立第二中学校（かいづかしりつ だいにちゅうがっこう）は、大阪府貝塚市にある公立中学校。

## 沿革
1947年の学制改革の際、貝塚市では市域全域を校区とし、男子中学校の貝塚市立第一中学校と女子中学校の貝塚市立第二中学校が設置された。第二中学校は貝塚市立北小学校および貝塚市立葛城小学校の2ヶ所に校舎を併設した。
翌1948年には葛城小学校内の第二校舎が貝塚市立第三中学校として独立した。同時に各中学校の男女共学化と市域の3中学校校区への分割がおこなわれた。これに伴い、第二中学校校区となった地域在住の男子生徒を編入するとともに、新たに第一中学校・第三中学校校区となった地域在住の女子生徒を各中学校に転出させるなど、生徒の交換・交流がおこなわれた。
1948年以降現在地に校舎の新設工事がおこなわれ、1948年10月5日には第一・第二・第三の3中学校の合同で新校舎落成記念式が第三中学校で挙行されている。

## 主な出身者

### 芸術・文化・芸能
- 神野美伽（歌手）
- 安達久美（ギタリスト）
- 笑福亭松枝（落語家）

### スポーツ
- 清水眞衣（バレーボール選手）
- 小笹奈津子（バレーボール選手）
- 藪田美穂子（バレーボール選手：トヨタ車体クインシーズ）
- 湯舟敏郎（野球指導者・野球解説者・元野球選手）

## 交通
- 阪和線 東貝塚駅 北西へ約1㎞。
- 水間鉄道水間線 貝塚市役所前駅 北東へ約1.1km。
- 南海本線・水間鉄道 貝塚駅 南東へ約1.3km。